# Камарго, Алехандро
Алехандро Максимильяно Камарго (исп. Alejandro Maximiliano Camargo; 12 июня 1989, Мендоса, Аргентина) — аргентинский футболист, полузащитник, выступающий за чилийский клуб «Кобресаль».

## Биография
Алехандро родился в городе Мендоса, Аргентина. Камарго является воспитанником клуба «Годой-Крус», в котором был с 2007 года по 2011 год. В 2011 году Алехандро перешел в «Атлетико Сармьенто», а через год отправился в «Гутьеррес». Следующим пунктом в карьере Камарго стал Чили, а именно, клуб «Лота Швагер». Ровно спустя год, Камарго совершил трансфер в другой чилийский клуб «Универсидад де Консепсьон».